# Изотоны
Изото́ны (от др.-греч. ισος «равный; одинаковый» + τόπος «место», с заменой в последнем слове «п» на «н») — нуклиды, имеющие одинаковое количество нейтронов, но различающиеся по числу протонов в ядре. Примером изотонов могут служить нуклиды 15
7N и 14
6C, имеющие по 8 нейтронов.
Название «изотон» было придумано немецким физиком К. Гуггенхаймером на основе слова «изотоп», путём замены «п» (протон) на «н» (нейтрон).